# 小角彌三次
小角 彌三次（こすみ やそうじ、1868年〈明治元年〉8月 - 1935年〈昭和10年〉）は、日本の柔術家である。小角弥三次とも書かれる。

## 経歴
明治元年に阿波国撫養町（現在の徳島県鳴門市）に生まれる。
1877年（明治10年）に撫養町林崎の亀井吉太郎（亀井吉衛）の門に入り天神真楊流を修行した。
1884年（明治17年）に目録、1888年（明治21年）に免許、1890年（明治23年）に免許皆伝を受けて撫養町で子弟を育てた。
その後兵庫県神戸市に移り住み、神戸市の小野柄通に眞武館道場を設け柔術の普及発展に努力した。この道場は門下生数千人を数えた。
1902年（明治35年）、兵庫県警察部に奉職し柔道教師となった。1903年（明治36年）8月に大日本武徳会より柔道精錬證を受けた。また日清戦争、日露戦争にも出征した。
1912年（明治年45年）5月に柔道教士、1927年（昭和2年）5月に柔道範士の称号を受けた。
1929年（昭和4年）5月に大日本武徳会武道詮衝委員を嘱託された。
大日本武徳会本部教授、大日本武徳会兵庫支部、神戸一高、神戸水上警察署の柔道教師を務めた。